# Lukács Pál (színművész, 1930)
Lukács Pál (Leichner Éli) (Budapest, 1930. március 8. –) magyar színész.

## Élete
Szülővárosában az Operettszínházban volt epizodista, emellett fellépett a Pódium kabaréban is. 1956-ban kivándorolt Izraelbe, ahol a magyar nyelvű közönség számára kabarékat, zenés műsorokat, továbbá pantomim esteket is rendezett. 1956–1960 között Gáti Dezső művészi vállalkozásaiban dolgozott. 1961–1968 között Molnár Pál „Thália” színházában volt színész.
Legfőképpen táncoskomikusként volt nagy sikere, zenés műsort állított össze Karády Katalin, Édith Piaf és Honthy Hanna életéről.

## Főbb szerepei
- Zülfikár (Huszka Jenő: Gül Baba);
- Miska (Szirmai Albert: Mágnás Miska);
- Bóni (Kálmán Imre: A csárdáskirálynő);
- Brissard (Lehár Ferenc: Luxemburg grófja);
- Zsupán (Kálmán Imre: Marica grófnő).